# Biksi
Le biksi (ou yetfa, biaksi) est une langue papoue parlée en Papouasie, en Indonésie, dans le kabupaten des monts Bintang.

## Classification
Pour Hammarström, Haspelmath, Forkel et Bank l'inclusion du biksi dans la famille des langues sepik repose sur des éléments non concluants. Ils considèrent que le biksi est une langue isolée. 

## Sources
- (en) Malcolm Ross, 2005, Pronouns as a preliminary diagnostic for grouping Papuan languages, dans Andrew Pawley, Robert Attenborough, Robin Hide, Jack Golson (éditeurs) Papuan pasts: cultural, linguistic and biological histories of Papuan-speaking peoples, Canberra, Pacific Linguistics. pp. 15–66.